# 星川尚浩
星川 尚浩（ほしかわ なおひろ、1974年12月13日 - ）は、日本のプロレスラー。

## 経歴
1993年、ユニバーサル・プロレスリングに入門。6月、みちのくプロレスに移籍。7月26日、みちのくプロレス松島町民体育館大会の対ウィリー・ウィルキンスJr.戦でデビュー。
1998年5月、「JYBリーグ戦」に出場して優勝。11月、「みちのくふたり旅」に薬師寺正人とタッグを組んで出場して優勝。
1999年1月17日、みちのくプロレスを退団。3月、大阪プロレスに入団。7月2日、CMLL JAPANで薬師寺と共にCMLL JAPANタッグ王座を獲得。
2000年9月から10月、「天王山」に出場して優勝。10月15日、大阪プロレスを退団。
2001年3月2日、プロレスリングZERO-ONEに入団。
2004年10月17日、プロレスリングZERO-ONE札幌メディアパーク・スピカ大会で行われたNWA UPW ZERO-ONE認定インターナショナルジュニアヘビー級王者の高岩竜一との金網デスマッチによるタイトルマッチで、高さ4メートルの金網最上段から雪崩式パワーボムを受けたあと連続ラリアットを受けた瞬間に大の字に倒れこむと、いびきをかいて昏睡状態になり、意識が戻らないまま病院へ搬送されて急性硬膜下血腫と診断。搬送緊急開頭手術により、命は取り留めたが意識は戻らないままだった。リングドクターによると最初の受身で出血が始まったと思われる。数日後に意識を取り戻す。物事に反応して欠伸、眼球運動などが確認された。やがて集中治療室から一般病棟へ移動。11月25日、プロレスリングZERO-ONEが活動停止して新たに設立されたプロレスリングZERO1-MAXに入団。リハビリにより、順調に回復して札幌の病院から地元小田原のリハビリ施設に搬送。
2005年5月8日、ディファ有明で開催された「ディファカップ」で優勝した丸藤正道&KENTA組の表彰式が行われていたときにKENTAがリングアナウンサーのオッキー沖田をリングに上げて「これ（賞金）、アンタが責任もって星川選手に渡してくれ」と優勝賞金100万円を寄贈（この時、沖田は号泣して受け取っていた）。
2006年7月15日、プロレスリングZERO1-MAX新潟市体育館大会「橋本真也一周忌追悼&がんばれ星川尚浩!激励チャリティー」が開催されて車イスで来場。9月19日、プロレスリングZERO1-MAX後楽園ホール大会「がんばれ星川尚浩!激励チャリティー」が開催された。
2008年12月、長期療養中のため、プロレスリングZERO1-MAXとの契約が終了。
2010年1月1日、プロレスリングZERO1後楽園ホール大会に来場して中継のテレビカメラの前で自力で立ってマイクを持ち「6年前に怪我をしました。現在もリハビリを続けています。これからも頑張りますのでよろしくお願いします」とコメントして回復の状況を公にした。
2011年3月6日、プロレスリングZERO1両国国技館大会で全試合終了後、大谷晋二郎の呼び掛けでリングに上がって椅子が用意されていたが本人の希望により、椅子を使わないで選手の肩を借りて立つことができた。
2013年7月17日、プロレスリングZERO1後楽園ホール大会「火祭り2013開幕戦&星川尚浩デビュー20周年記念」で行われた特別試合に出場して自らの足でリングに上がって丸藤と対戦して丸藤に数回張り手を見舞って2回目のフォールで3カウントを奪った。セレモニーにサプライズゲストとしてユニバーサル・プロレスリングの入門が同期だったMIKAMIが登場して「また戦おうぜ」とエールを送った。
2017年9月30日、プロレスリングZERO1後楽園ホール大会「大谷&高岩25周年記念試合」で全試合終了後、大谷と高岩竜一の手を借りながらリングに上がった。
2022年4月10日、東京・両国国技館で行われたＺＥＲＯ1旗揚げ20周年＆21周年記念大会に立合人として来場した。

## 得意技
流星ロック
流星ロックII
流星キック
コーナー最上段からジャンプして相手の首に延髄斬りを叩き込む。
彗星キック
コーナー最上段から体を翻すようにジャンプして相手の首に延髄斬りを叩き込む。
バズソーキック
仰向けになった相手の上半身を起こして相手の左側頭部を振り抜いた右足の甲で蹴り飛ばす。
流星旋風脚
スクリューキックと同型。左足を軸にして体を左方向へと180度回転して相手に背中を向けた状態になったところで軸足を右足に切り替えて左足を振り上げながら体を左方向へとさらに捻ってジャンプして空中で振り抜いた右足の甲で相手の左側頭部を蹴り飛ばす。
各種キック

## 入場曲
- ハイティーン・ブギ（近藤真彦）

## タイトル歴
- みちのくふたり旅優勝
- JYBリーグ戦優勝
- CMLL JAPANタッグ王座
- 天王山優勝